# Pseudorus hermanni
Pseudorus hermanni är en tvåvingeart som beskrevs av Carrera 1949. Pseudorus hermanni ingår i släktet Pseudorus och familjen rovflugor. Inga underarter finns listade i Catalogue of Life.